# Craig Kimbrel
Craig Michael Kimbrel (28 de mayo de 1988) es un lanzador estadounidense de béisbol profesional que juega para Baltimore Orioles de las Grandes Ligas. 
Anteriormente jugó con los Philadelphia Phillies Atlanta Braves, San Diego Padres, Boston Red Sox, Chicago Cubs y Chicago White Sox. 
Ha sido convocado al Juego de Estrellas ocho veces, y lideró la Liga Nacional en juegos salvados por cuatro temporadas consecutivas (2011-2014).
En la temporada 2011 ganó el premio de Novato del Año de la Liga Nacional jugando como cerrador de los Bravos de Atlanta, estableciendo la marca de juegos salvados para un novato con 46. También es el líder histórico en juegos salvados de los Bravos con 186.

## Carrera profesional

### Atlanta Braves
Los Bravos de Atlanta originalmente seleccionaron a Kimbrel en la 33ra ronda del draft 2007 de la MLB, sin embargo éste decidió permanecer en el colegio por un año más, y fue seleccionado nuevamente por los Bravos en la tercera ronda del draft de 2008.
Debutó con el equipo de Grandes Ligas en mayo de 2010, reemplazando en la plantilla al lesionado Jair Jurrjens. Obtuvo su primer juego salvado el 19 de septiembre de 2010 ante los Mets de Nueva York. Finalizó la temporada 2010 con marca de 4-0 y 0.44 de efectividad en 20 2⁄3 entradas lanzadas, con 40 ponches y 16 bases por bolas. En la postemporada lanzó 4 1⁄3 entradas con siete ponches en la Serie Divisional ante los Gigantes de San Francisco, los eventuales campeones de la Serie Mundial de béisbol de 2010.
En el 2011 Kimbrel inició la temporada como el principal cerrador de los Bravos. El 7 de julio rompió la marca de salvados para un novato antes del Juego de Estrellas con 27, superando la marca anterior de 26 salvamentos registrada por Jonathan Papelbon. Su impresionante inicio de campaña le valió ser escogido para el Juego de Estrellas como reemplazo del lanzador Matt Cain de los Gigantes de San Francisco. Kimbrel finalizó la temporada como el colíder de juegos salvados de la Liga Nacional con 46, rompiendo la marca de juegos salvados para un novato establecida en 2010 por Neftalí Feliz con 40.
Gracias a su gran rendimiento durante la temporada 2011, Kimbrel fue premiado como el Novato del Año de la Liga Nacional de forma unánime. Su compañero de equipo Freddie Freeman quedó en segundo lugar de las votaciones.
En la temporada 2012 Kimbrel nuevamente participó en el Juego de Estrellas. Finalizó la temporada como el líder de juegos salvados de la Liga Nacional con 42 salvamentos en 45 oportunidades, y registró efectividad de 1.01. Además, se convirtió en el primer lanzador en la historia en ponchar por lo menos la mitad de los bateadores que enfrentó durante la temporada. Su desempeño como cerrador le valió para ganar el Rolaids Relief Man Award de la Liga Nacional.

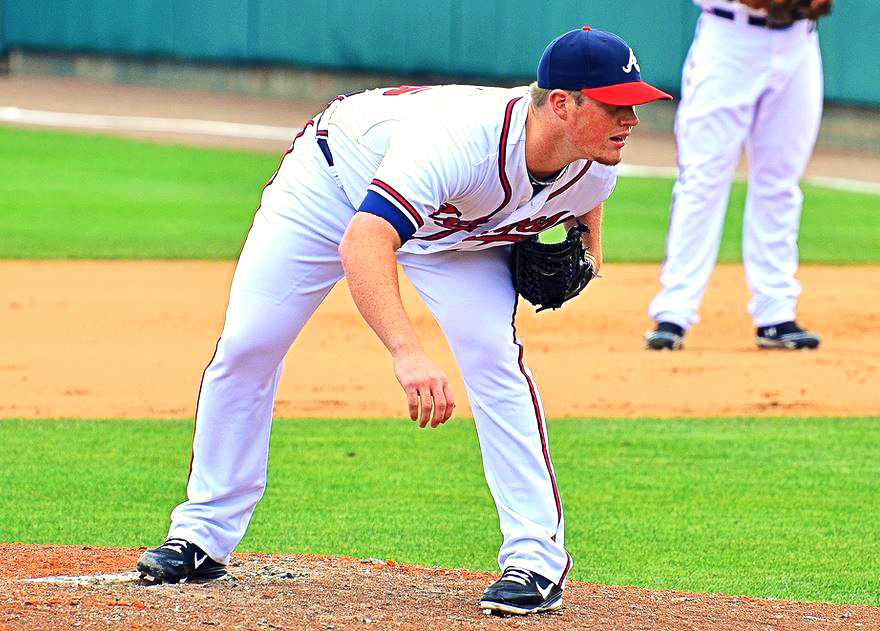
Kimbrel durante los entrenamientos primaverales de 2013.

El 9 de mayo de 2013 ante los Gigantes de San Francisco, Kimbrel se convirtió en el segundo jugador más joven en alcanzar los 100 juegos salvados en Grandes Ligas. El 27 de septiembre ante los Filis de Filadelfia, se convirtió en el 11.º lanzador en registrar 50 o más salvamentos en una temporada.
El 16 de febrero de 2014, los Bravos firmaron a Kimbrel a una extensión de contrato por cuatro años y $42 millones, con opción a un año más. El 25 de abril de 2014, se convirtió en el lanzador que más rápido alcanza la marca de 400 poches, con un total de 236 entradas de labor. El 6 de junio de 2014, Kimbrel registró su salvamento 155, superando a John Smoltz como el líder de juegos salvados en la historia de los Bravos de Atlanta.

### San Diego Padres
El 5 de abril de 2015, Kimbrel fue traspasado a los Padres de San Diego junto a Melvin Upton Jr., a cambio de Carlos Quentin, Cameron Maybin, los prospectos Matt Wisler, Jordan Paroubeck, y la selección global número 41 en el draft de 2015.
El 8 de junio de 2015, Kimbrel salvo su juego 200 ante su anterior equipo, los Bravos de Atlanta. Se convirtió en el lanzador que más rápido alcanza la marca, participando en 318 juegos.

### Boston Red Sox
El 13 de noviembre de 2015, los Padres traspasaron a Kimbrel a los Medias Rojas de Boston a cambio de Manuel Margot, Javier Guerra, Carlos Asuaje y Logan Allen.
En 2017, fue convocado a su sexto Juego de Estrellas, representando a los Medias Rojas junto a sus compañeros Mookie Betts y Chris Sale.
El 11 de mayo ante los Cerveceros de Milwaukee, retiró a los tres bateadores de la novena entrada por la vía del ponche con solo nueve lanzamientos, uniéndose a Pedro Martínez y Clay Buchholz como los únicos lanzadores en la historia de la franquicia en lanzar una entrada inmaculada. Kimbrel finalizó la temporada 2017 con marca de 5-0, 1.43 de efectividad, 126 ponches y 35 salvamentos en 69 entradas lanzadas.
El 5 de mayo de 2018, frente a los Rangers de Texas, Kimbrel registró el salvamento número 300 de su carrera. Logró este hito en menos juegos (494), menos oportunidades de salvamento (330) y a una edad más joven (29) que cualquier otro lanzador. El 8 de julio, Kimbrel registró su 27º salvamento de la temporada y fue incluido en el Juego de Estrellas por séptima ocasión. Para la temporada regular 2018, Kimbrel registró 42 salvamentos en 63 apariciones, con efectividad de 2.74 y 96 ponches en 62 1⁄3 entradas.
En la postemporada, Kimbrel registró seis salvamentos y permitió siete carreras limpias en 10 2⁄3 entradas, ayudando a los Medias Rojas a ganar la Serie Mundial sobre los Dodgers de Los Ángeles en cinco juegos. El 12 de noviembre, Kimbrel rechazó la oferta de calificación de 17,9 millones de dólares por un año de Boston, convirtiéndose así en agente libre.

### Chicago Cubs
El 7 de junio de 2019, Kimbrel firmó con los Cachorros de Chicago un contrato de tres años por un valor de $43 millones. El 27 de junio, fue llamado por los Cachorros mientras recuperaba su ritmo de juego con los Iowa Cubs de Clase AAA, y registró su primer salvamento de la temporada contra Atlanta. El 5 de agosto de 2019, ingresó a la lista de lesionados por una inflamación de rodilla, y fue reactivado el 18 de agosto. Terminó el año con marca de 0-4, 13 salvamentos y una efectividad de 6.53 en 23 juegos.
En la temporada 2020 acortada por la pandemia de COVID-19, Kimbrel tuvo marca de 0-1 con una efectividad de 5.28 y registró 28 ponches y 12 bases por bolas en 15 1⁄3 entradas.
En 2021, Kimbrel fue invitado a su octavo Juego de Estrellas luego de registrar un récord de 1-2 y efectividad de 0.59 con 20 salvamentos en la primera mitad de la temporada.

### Chicago White Sox
EL 30 de julio de 2021, Kimbrel fue transferido a los Medias Blancas de Chicago a cambio de Nick Madrigal and Codi Heuer. Finalizó la temporada con marca de 4-5 y 24 salvamentos con 2.26 de efectividad.